# Astragalus efoliolatus
Astragalus efoliolatus es una especie de planta del género Astragalus, de la familia de las leguminosas, orden Fabales.

## Distribución
Astragalus efoliolatus se distribuye por China (Gansu, Nei Mongol, Ningxia y Shaanxi) y Mongolia.

## Taxonomía
Fue descrita científicamente por Hand.-Mazz.